# Beethoven. Velká tvůrčí období

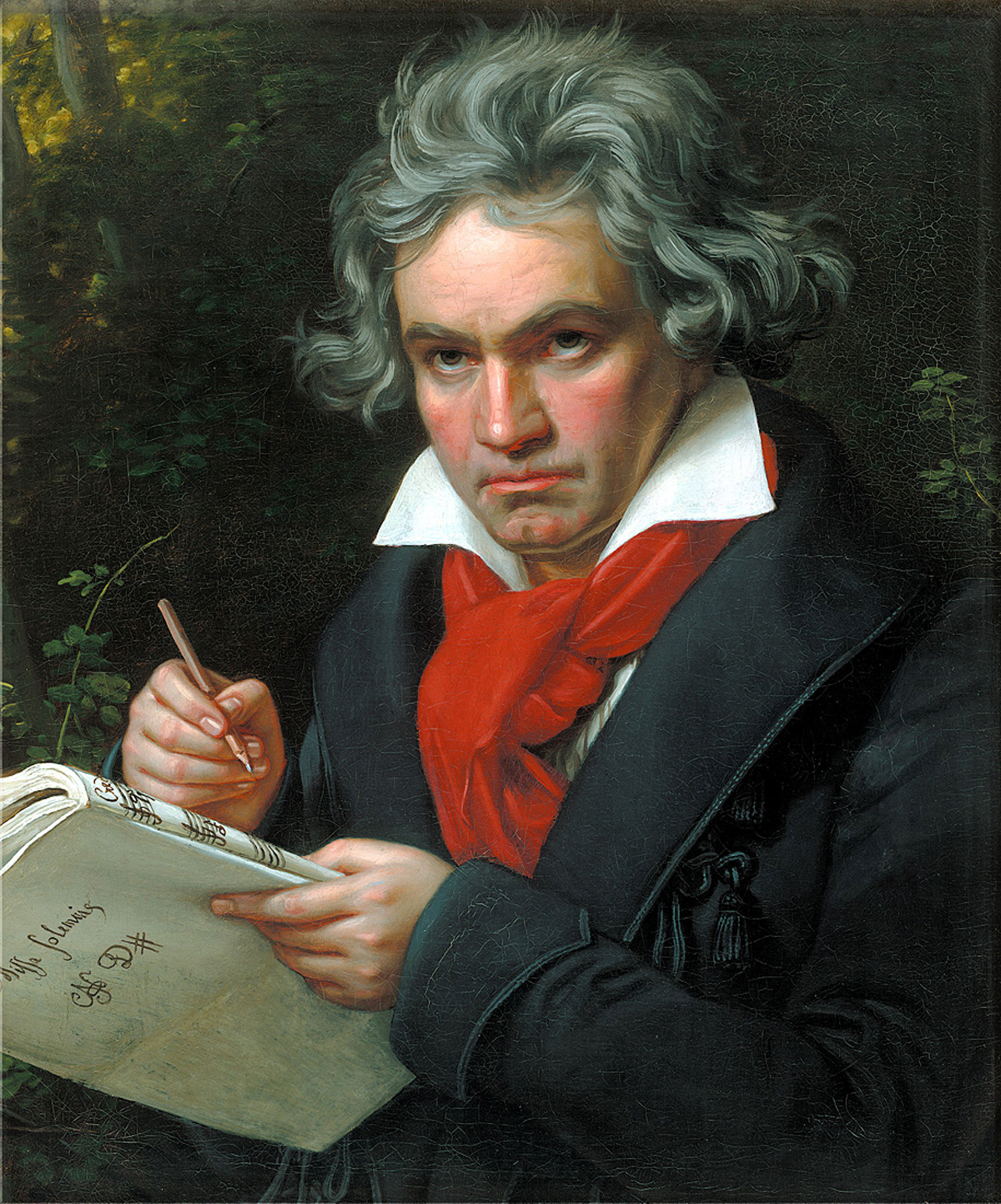
Ludwig van Beethoven

Beethoven. Velká tvůrčí období (Beethoven. Les grandes époques créatrices) je rozsáhlá pětidílná monografie francouzského spisovatele a nositele Nobelovy ceny za literaturu Romaina Rollanda o životě geniálního německého skladatele Ludwiga van Beethovena. V monografii autor uložil výsledky svého celoživotního bádání a zkušeností. Nejde mu v ní o zachycení všech dostupných podrobností o životě a díle velkého skladatele, ale o postižení jeho tvůrčí i lidské velikosti v životních okamžicích a dílech zvlášť významných a typických.
Monografie se skládá z pěti částí:
- De l'Héroïque à l'Appassionata (1928, Od Eroiky k Appasionatě), první část monografie zahrnuje dobu Beethovenova velkého tvůrčího rozmachu a prvních slavných vítězství dobytých v oboru hudby symfonické Eroikou, v hudbě klavírní Appassionatou a na jevišti operou Fidelio.
- Le Chant de la Résurrection (La Messe solennelle et les Dernières Sonates) (1937, Zpěv vzkříšení, Slavnostní mše a poslední sonáty), druhá část monografie zachycuje další kulminační bod Beethovenovy tvorby (tvůrčí období let 1816 až 1823. Rolland zde sleduje tragické události Beethovenova života v těchto letech a nazývá je „obdobím velké krize“. Svým mistrným a zasvěceným způsobem probírá pak autor Beethovenova díla vzniklá v tomto období, od Slavnostní mše až po poslední sonáty.
- La Cathédrale interrompue I. – La neuviéme symphonie (1941, Nedokončená katedrála I. - Devátá symfonie), třetí svazek monografie je zasvěcen vrcholnému Beethovenovu dílu, jeho Deváté symfonii. Rolland jako dokonalý znalec a milovník Beethovenova díla sleduje hlavně ideový smysl a hudební strukturu symfonie, všímá si ale také osudů jejího tvůrce v tomto posledním, duchovně nejvyzrálejším údobí jeho života.
- La Cathédrale interrompue II. – Les dernies quators (1943, Nedokončená katedrála II. - Poslední kvartety), ústředním bodem čtvrtého svazku monografie je duševní trýzeň, kterou Beethoven prožíval v tomto období, a s ní související odklon od velkých orchestrálních skladeb. Návratem ke smyčcovým kvartetům, jak ukazuje Rolland na jejich rozboru, si vykoupil Beethoven opět duševní rovnováhu a víru v život.
- La Cathédrale interrompue III. – Finita comoedia (1945, Nedokončená katedrála III. – Finita comoedia), vydáno posmrtně. V závěrečné části monografie Rolland podrobně sleduje poslední měsíce života velkého skladatele.

## Česká vydání
První české vydání pochází již z roku 1932, kdy vyšel pochopitelně pouze první díl (další díly nebyl ještě napsány). Kompletní české vydání monografie v pěti dílech pochází z let 1957-1961.